# Рошињо
Рошињо (итал. Roscigno) је насеље у Италији у округу Салерно, региону Кампанија.
Према процени из 2011. у насељу је живело 815 становника. Насеље се налази на надморској висини од 576 м.

## Становништво
| 1931. | 1936. | 1951. | 1961. | 1971. | 1981. | 1991. | 2001. | 2011. |
| ----- | ----- | ----- | ----- | ----- | ----- | ----- | ----- | ----- |
| 1.437 | 1.547 | 1.677 | 1.601 | 1.317 | 1.219 | 1.147 | 993   | 827   |